# Susana Amador

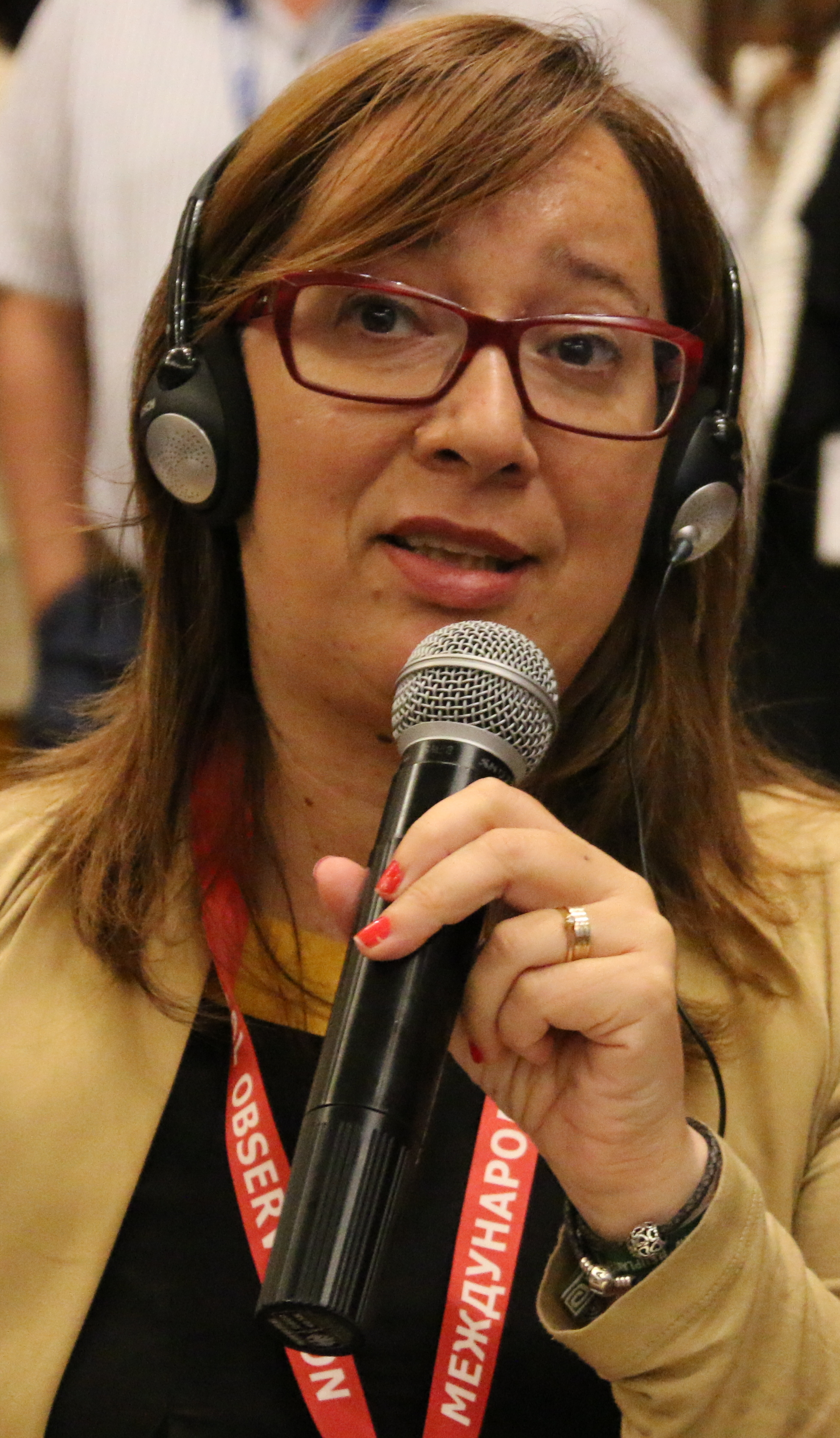
Susana Amador (2016)

Susana de Fátima Carvalho Amador (* 25. April 1967 in Alagoa, Portalegre) ist eine portugiesische Verwaltungsjuristin und Politikerin (PS).

## Leben
Susana Amador schloss 1990 ihr Studium an der Rechtswissenschaftlichen Fakultät in Lissabon ab. Es folgten vertiefende Studien des Asylrechts an der Universität Oxford und 1994 ein Postgraduiertenstudium an der Katholischen Universität. Danach absolvierte sie einen Masterstudiengang in Kommunikationswissenschaften, Medienwissenschaften und Recht an der Universidade Nova in Lissabon.
Von 1991 bis 1993 arbeitete sie als juristische Beraterin beim Hohen Flüchtlingskommissar der Vereinten Nationen (UNHCR), danach von 1993 bis 1995 als Koordinatorin der Rechtsabteilung beim Portugiesischen Flüchtlingsrat (CPR). Im Anschluss war sie bei der Anwaltskammer tätig. Seit September 2001 ist sie Technische Leiterin beim Instituto da Segurança Social. Von 1998 bis 2002 war sie zudem Gastdozentin für Internationale Beziehungen an der Wirtschaftswissenschaftlichen Fakultät der Universität Coimbra.
Nach ihrer Wahl in die Assembleia Municipal von Odivelas war sie von 2001 bis 2005 deren Präsidentin und von 2001 bis 2003 Mitglied der Assembleia Metropolitana von Lissabon. 2005 wurde sie zur Präsidentin der Câmara Municipal von Odivelas gewählt und ist in dieser Funktion auch Mitglied der Junta Metropolitana von Lissabon.
Von März 2005 bis Oktober 2009 war sie Abgeordnete in der Assembleia da República.